# Никола Спасић (режисер)
Никола Спасић (Каравуково) српски је режисер, продуцент, монтажер и универзитетски предавач.

## Биографија
Рођен је 1991. године у Каравукову, околина Оџака.
Никола Спасић је дипломирао 2014. године на Академији уметности у Новом Саду на одсеку режије . Наредне године је стекао мастер звање у области монтаже на Факултету Драмских Уметности (ФДУ) у Београду. Године 2019. је докторирао на Академији уметности, из области драмских уметности. Исте године је изабран у звање доцента на Рачунарском факултету Универзитета Унион, на ком предаје области драму и филм.
Његови филмови приказани су на бројним фестивалима у Србији и иностранству. Документарни филм за који је освојио награду за најбољи на једном од фестивала, приказан је на преко 40 догађаја и више великих регионалних телевизија. Радио је на неколицини кратких филмова. Опробао се и на радију, где је правио драме и добио конкурсну награду. После доктората 2019. године, наставио је бројна усавршавања широм света.
Дугометражни филм Кристина добио је награду за најбољи први филм на фестивалу ФИД Марсеј 2022. године. и награду за најбољег редитеља у успону на Фестивалу европског филма у Севиљи, као и друге значајне награде у земљи и свету.
Учесник је у многим научним и стручним организацијама. Члан је документариста Србије.
Углавном ради на филму.
Тренутно предаје драму и филм на Рачунарском факултету, али поред тога гради и своју филмску каријеру.